# La desvelada ficha de póquer de H. Matisse (cuento de Ray Bradbury)
La desvelada ficha de póquer de H. Matisse (título original en inglés: The Watchful Poker Chip of H. Matisse) es un relato corto del escritor estadounidense Ray Bradbury publicado originalmente en Beyond Fantasy Fiction (marzo de 1954) con el título The Watchful Poker Chip. Al año siguiente fue incluido en la antología de cuentos The October Country (1955).

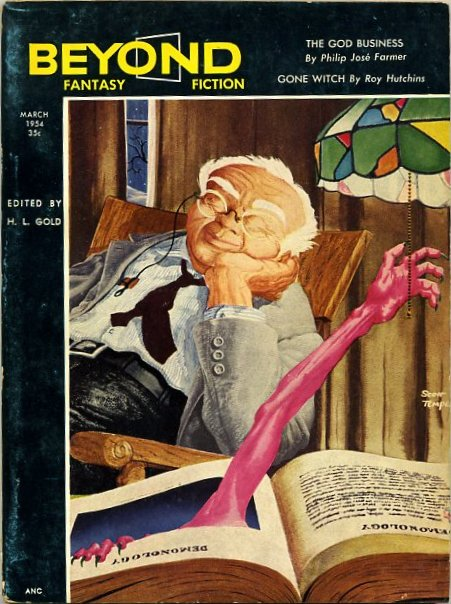
Portada de Beyond Fantasy Fiction de marzo de 1954

## Argumento
George Garvey es un hombre común y aburrido, razón por la cual es admirado por un grupo de artistas que toman la casa de Garvey como lugar de reunión.
Cuando George pierda un ojo se hará pintar en una ficha de póquer, uno postizo por el pintor francés Henri Matisse.